# Chaplin vil fotograferes
Chaplin vil fotograferes er en amerikansk stumfilm fra 1914 af Henry Lehrman.

## Medvirkende
- Charlie Chaplin
- Henry Lehrman
- Frank D. Williams
- Gordon Griffith
- Billy Jacobs